# Sagittospora cameronii
Sagittospora cameronii är en svampart som beskrevs av Lubinsky 1955. Sagittospora cameronii ingår i släktet Sagittospora, ordningen Chytridiales, klassen Chytridiomycetes, divisionen pisksvampar och riket svampar.   Inga underarter finns listade i Catalogue of Life.